# Санбернар
Санбернар (на немски: Bernhardiner) е порода кучета с швейцарски произход. Създадена е в края на XVII или началото на XVIII в. от монасите на Санбернарския манастир, намиращ се в Големия Санбернарски проход в Алпите. В манастира развъждали и дресирали тези кучета за спасяване на заблудили се или затрупани от лавини пътници, поради което първоначално породата се е наричала лавинхунд. Едва през ХІХ в. породата е наречена със сегашното си име. Кучетата от тази ценна порода са спасили много хора от „бялата смърт“ в планината. Известен е паметникът на знаменитото куче Бари в Париж, спасило живота на 43 изпаднали в беда хора.
Санбернарът е едро, грубо, масивно куче. На височина достига 70 cm, а на тежина 140 kg. Има големи клепнали уши и сравнително дълга опашка. Срещат се две разновидности на породата – късокосместа и дългокосместа. Окраската обикновено е двуцветна – червеникавожълтеникава, бяла с големи лимонени петна или червеникава с големи бели петна. Кучетата от тази порода са известни с миролюбивия си нрав и огромния си апетит, но за сметка на това са непретенциозни към храната.
Както други едри породи санбернарът е предразположен към тазобедрена дисплазия и стомашна дилатация и синдром на волвулус (превъртане на стомаха).